# قاچاق انسان در پاراگوئه
قاچاق انسان در پاراگوئه (انگلیسی: Human trafficking in Paraguay) بعنوان یک منبع و کشور ترانزیت برای زنان و کودکان است که در معرض قاچاق انسان، به ویژه قاچاق جنسی، قرار دارند؛ و همچنین یک منبع و کشور ترانزیت برای مردان، زنان و کودکان است که برای کار اجباری قاچاق می‌شوند. بیشتر قربانیان قاچاق پاراگوئه‌ای به آرژانتین، اسپانیا و بولیوی برده می‌شوند، تعداد کمتری از قربانیان در برزیل، شیلی، فرانسه، کره و ژاپن مورد سوء استفاده قرار می‌گیرند. در یک مورد در سال گذشته، ۴۴ مظنون به قربانیان قاچاق که از پاراگوئه آمده بودند، در فرودگاه بین‌المللی در آمستردام بازداشت شدند و مقامات هلندی متهمان قاچاق را دستگیر کردند. در یک مورد دیگر، ۱۳ زن پاراگوئه‌ای در شرایط فحشاء اجباری در یک فاحشه‌خانه در لاپاز، بولیوی یافت شدند. پاراگوئه یک کشور مقصد برای ۳۰ کودک یتیم اندونزی بود که گفته می‌شد برای یک اردوی فوتبال بلند مدت به این کشور آورده شده‌اند، اما این افراد مظنون به قربانیان قاچاق بودند.

## بردگی غیرارادی
یکی از مشکلات جدی بردگی غیرارادی مردان، زنان و کودکان در داخل کشور است. مردم بومی به ویژه در معرض خطر قرار گرفتن کار اجباری یا فحشا اجباری در پاراگوئه و خارج از کشور قرار دارند. کودکان فقیر از مناطق روستایی در معرض استثمار جنسی تجاری و بردگی داخلی در مراکز شهری مانند آسونسیون، سیوداد دل استه و انکارناسیون قرار دارند و شمار قابل توجهی از کودکان خیابانی قربانیان قاچاق هستند. بسیاری از مهاجران غیرقانونی، که برخی از آنها را می‌توان قاچاق کرد، از طریق منطقه سه‌گانه مرزی پاراگوئه، آرژانتین و برزیل سفر می‌کنند.

## اقدامات دولت
دولت پاراگوئه به‌طور کامل با حداقل استانداردها برای حذف قاچاق انسان موافق نیست، با این حال تلاشهای قابل توجهی برای اجرای این کار انجام داده‌است. دولت اقدامات خود را برای به اجرا درآوردن قانون علیه بزهکاران قاچاق جنسی را افزایش داد، اما ارائه خدمات مناسب به قربانیان قاچاق با کندی صورت می‌گیرد. اصلاحات در قانون مجازات، توانایی حکومت برای محاکمه موارد قاچاق بین‌المللی را تقویت کرد، اما نتوانسته‌است به اندازه کافی کار اجباری یا فحشا اجباری را در داخل کشور ممنوع کند. مقامات پاراگوئه هیچ پیشرفتی در مقابله با همدستی مقامات رسمی با قاچاقچیان انجام نداده‌اند.

## موضع‌گیری‌ها
دفتر نظارت و مبارزه با قاچاق انسان در وزارت امور خارجه ایالات متحده آمریکا پاراگوئه را در سال ۲۰۱۷ در رده دوم "Tier 2" کشورهای (مبارزه با قاچاق انسان) قرار داده‌است.